# Рівненська сільська рада (Тарутинський район)
Рі́вненська сільська́ ра́да — адміністративно-територіальна одиниця та орган місцевого самоврядування в Тарутинському районі Одеської області. Адміністративний центр — село Рівне.

## Загальні відомості
Рівненська сільська рада утворена в 1954 році.
- Територія ради: 95,31 км²
- Населення ради: 1 928 осіб (станом на 2001 рік)
- Територією ради протікає річка Киргиж-Китай

## Населені пункти
Сільській раді підпорядковані населені пункти:
- с. Рівне
- с. Лужанка

## Населення
Згідно з переписом УРСР 1989 року чисельність наявного населення сільської ради становила 2038 осіб, з яких 960 чоловіків та 1078 жінок.
За переписом населення України 2001 року в сільській раді мешкало 1915 осіб.

### Мова
Розподіл населення за рідною мовою за даними перепису 2001 року:
| Мова       | Відсоток |
| ---------- | -------- |
| болгарська | 85,32 %  |
| російська  | 7,62 %   |
| українська | 3,37 %   |
| гагаузька  | 2,18 %   |
| молдовська | 1,24 %   |
| румунська  | 0,05 %   |
| інші       | 0,22 %   |

## Склад ради
Рада складається з 16 депутатів та голови.
- Голова ради: Серек-Басан Яків Миколайович
- Секретар ради: Торган Олена Федорівна

### Керівний склад попередніх скликань
| Прізвище, ім'я, по батькові  | Основні відомості                                                               | Дата обрання | Дата звільнення |
| ---------------------------- | ------------------------------------------------------------------------------- | ------------ | --------------- |
| Урумогло Марія Дмитрівна     | Сільський голова, 1954 року народження, позапартійна                            | 26.03.2006   | 31.10.2010      |
| Серек-Басан Яків Миколайович | Сільський голова, 1970 року народження, освіта середня спеціальна, безпартійний | 31.10.2010   |                 |

Примітка: таблиця складена за даними сайту Верховної Ради України

### Депутати
За результатами місцевих виборів 2010 року депутатами ради стали:

#### За суб'єктами висування
| Суб'єкт висування           | Кількість обраних депутатів | %    |
| --------------------------- | --------------------------- | ---- |
| Партія регіонів             | 12                          | 75   |
| Комуністична партія України | 3                           | 18,8 |
| Самовисування               | 1                           | 6,3  |

#### За округами
| № округу                    | Прізвище, ім'я, по батькові      | Дата визнання обраним | Освіта  | Партійна приналежність                        | Відомості про обраного депутата                                                                  |
| --------------------------- | -------------------------------- | --------------------- | ------- | --------------------------------------------- | ------------------------------------------------------------------------------------------------ |
| Комуністична партія України |                                  |                       |         |                                               |                                                                                                  |
| 2                           | Торган Василь Степанович         | 04.11.2010            | середня | член Комуністичної партії України             | тимчасово не працює                                                                              |
| 5                           | Новосельчан Світлана Федорівна   | 04.11.2010            | вища    | член Комуністичної партії України             | будинок культури с. Рівне, хореограф                                                             |
| 12                          | Узун Марія Георгіївна            | 04.11.2010            | вища    | член Комуністичної партії України             | фельдшерсько-акушерський пункт, с. Рівне, завідувачка                                            |
| Партія регіонів             |                                  |                       |         |                                               |                                                                                                  |
| 1                           | Дєренжи Альона Миколаївна        | 04.11.2010            | середня | позапартійна                                  | тимчасово не працює                                                                              |
| 4                           | Пєнков Олег Степанович           | 04.11.2010            | середня | позапартійний                                 | ВАТ Укрзернопром «Копорани», механізатор                                                         |
| 6                           | Іскімжи Віктор Петрович          | 04.11.2010            | середня | позапартійний                                 | тимчасово не працює                                                                              |
| 7                           | Узун-Куртогло Дмитро Георгійович | 04.11.2010            | середня | позапартійний                                 | приватний підприємець                                                                            |
| 8                           | Джигова Ганна Василівна          | 04.11.2010            | вища    | позапартійна                                  | навчально-виховний комплекс «Загальноосвітня школа I-III ст. — дитячий заклад» с. Рівне, вчитель |
| 9                           | Стєріополо Валентина Миколаївна  | 04.11.2010            | вища    | позапартійна                                  | навчально-виховний комплекс «Загальноосвітня школа I-III ст. — дитячий заклад» с. Рівне, вчитель |
| 10                          | Іванов Микола Дмитрович          | 04.11.2010            | середня | позапартійний                                 | ВАТ "Укрзернопром"Копорани", механізатор                                                         |
| 11                          | Чебан Микола Миколайович         | 04.11.2010            | вища    | позапартійний                                 | пенсіонер                                                                                        |
| 13                          | Марашлець Георгій Миколайович    | 04.11.2010            | середня | позапартійний                                 | Тарутинське лісне господарство, механизатор                                                      |
| 14                          | Кондулова Феодора Іванівна       | 04.11.2010            | вища    | член Партії регіонів                          | Рівненська сільська рада, спеціаліст                                                             |
| 15                          | Бужилов Віталій Іванович         | 04.11.2010            | середня | позапартійний                                 | тимчасово не працює                                                                              |
| 16                          | Кузьменко Марія Дмитрівна        | 04.11.2010            | вища    | член Партії регіонів                          | загальноосвітня школа І-ІІ ст. с. Лужанка, вчитель                                               |
| Самовисування               |                                  |                       |         |                                               |                                                                                                  |
| 3                           | Серек-Басан Олена Федорівна      | 04.11.2010            | вища    | член Всеукраїнського об'єднання «Батьківщина» | приватний підприємець                                                                            |